# Bowserotti
I Bowserotti (コクッパ?, Ko Kuppa, in inglese Koopalings) sono personaggi del franchise di Mario e sono gli scagnozzi più fedeli di Bowser.
Inizialmente vennero introdotti come i 7 figli di Bowser, ma durante un'intervista di Shigeru Miyamoto nel 2012, quest'ultimo affermò che nella storia attuale l'unico figlio di Bowser è Bowser Jr. mentre gli altri sono i suoi scagnozzi.
I Bowserotti appaiono per la prima volta in Super Mario Bros. 3 e soltanto a partire da New Super Mario Bros. Wii in poi i Bowserotti sono realizzati in 3D, hanno le voci e appaiono per la prima volta insieme a Bowser Jr.

## Membri
I nomi dei Bowserotti sono ispirati ad alcuni musicisti e ognuno di essi ha un colore personale, basato sul colore del proprio guscio.
 Larry Koopa 
Il più giovane del gruppo, ha una cresta azzurra e una bacchetta magica arancione. Non ha particolari attacchi speciali. Inoltre è l'unico bowserotto a non avere un nome ispirato a un cantante. Durante un'intervista infatti Dayvv Brooks (l'uomo che diede i nomi ufficiali a ogni bowserotto) affermò che non era ispirato a nessun cantante, venne chiamato semplicemente Larry.
Morton Koopa Jr. (Morton Downey Jr.)
Il secondo Bowserotto più giovane, è anche il più forte e ha una bacchetta magica rossa, anche se spesso si vede con in mano un martello, come in New Super Mario Bros. U, New Super Luigi U e New Super Mario Bros. U Deluxe. La sua abilità è fare uno schianto a terra che immobilizza Mario per un paio di secondi ed emette sfere di fuoco che si muovono lungo il terreno e i muri.
Wendy O. Koopa (Wendy O. Williams)
L'unica femmina del gruppo, ha un fiocco rosa a pois bianchi e una bacchetta magica viola. La sua abilità speciale è emettere dalla bacchetta magica anelli che rimbalzano sul terreno e sui muri che feriscono Mario se lo toccano.
Iggy Koopa (Iggy Pop)
Ha una cresta verde a mo' di foglie di palma, degli occhiali e una bacchetta magica gialla. È lo scienziato pazzo del gruppo e di solito viene associato alla foresta e ai categnacci.
Roy Koopa (Roy Orbison)
È il secondo membro più forte del gruppo. Indossa degli occhiali da sole e ha una bacchetta magica nera. In New Super Mario Bros. U, New Super Luigi U e New Super Mario Bros. U Deluxe lo si vede con un cannone di Pallottoli Bill.
Lemmy Koopa (Lemmy Kilmister)
È il terzo Bowserotto più vecchio, ma spesso lo si confonde con il più giovane perché è il più strambo e immaturo. Ha una cresta multicolore e una bacchetta magica verde da cui emette palloni gialli con stelle arancioni, anche se in alcuni giochi emette bombe viola a stelle gialle.
Ludwig Von Koopa (Ludwig Van Beethoven)
È il più vecchio, maturo, astuto e arduo tra i Bowserotti. Ha una bacchetta magica blu da cui emette tre o cinque sfere di fuoco. La sua difficoltà risiede nel fatto che è in grado di creare sue copie illusionistiche e di fluttuare come Yoshi, il che lo rende difficile da colpire. È un compositore, come l'uomo da cui prende il nome.

## Apparizioni
- Super Mario Bros. 3 - NES - 1991
- Super Mario World - Super Nintendo - 1992
- Yoshi's Safari - Super Nintendo - 1993
- Hotel Mario - CD-i - 1994
- Mario & Luigi: Superstar Saga - Game Boy Advance - 2003
- New Super Mario Bros. Wii - Wii - 2009
- New Super Mario Bros. 2 - Nintendo 3DS - 2012
- New Super Mario Bros. U - Wii U - 2012
- Mario Kart 8 - Wii U - 2014
- Super Smash Bros. per Nintendo 3DS e Wii U - Nintendo 3DS, Wii U - 2014
- Mario & Luigi: Paper Jam Bros. - Nintendo 3DS - 2015
- Paper Mario: Color Splash - Wii U - 2016
- Mario Kart 8 Deluxe - Nintendo Switch - 2017
- Super Smash Bros. Ultimate - Nintendo Switch - 2018
- Mario & Luigi: Viaggio al Centro di Bowser + Le avventure di Bowser Junior - Nintendo 3DS - 2019
- New Super Mario Bros. U Deluxe - Nintendo Switch - 2019
- Mario Kart Tour - iOS, Android - 2019
- Super Mario Maker 2 - Nintendo Switch - 2019, 2020
- Mario & Sonic ai Giochi Olimpici di Tokyo 2020 - Nintendo Switch, Arcade - 2019, 2020

### Apparizioni in altri media
- I Bowserotti appaiono nelle serie animate Le avventure di Super Mario e Super Mario World. Qui vengono considerati i figli di Bowser e hanno nomi diversi:
  - Larry Koopa: Cippi Koopa
  - Morton Koopa Jr.: Dentolino Koopa
  - Wendy O. Koopa: Cucci Pucci Koopa
  - Iggy Koopa: Hop Koopa
  - Roy Koopa: Bully Koopa
  - Lemmy Koopa: Hip Koopa
  - Ludwig Von Koopa: Cookie Von Koopa.